# Hoymiles
Hoymiles ist ein chinesisches Unternehmen mit Sitz in Hangzhou, China. Das Unternehmen ist spezialisiert auf die Entwicklung und Herstellung von Wechselrichtern für Photovoltaik-Anlagen und Batteriespeichern.

## Geschichte
Hoymiles wurde 2012 von Yang Bo und Zhao Yi an der Zhejiang-Universität gegründet und begann mit der Produktion von Wechselrichtern für Balkonkraftwerk-Anlagen.

## Produkte
Hoymiles bietet eine breite Palette von Produkten für die Solarenergie an, darunter:
- Wechselrichter: Wandeln Gleichspannung (DC) in Wechselspannung (AC) um und ermöglichen den Betrieb von Haushaltsgeräten mit Strom aus Solarmodulen.
- Batteriespeicher: Speichern überschüssige Solarenergie, um sie später zu nutzen, wenn die Sonne nicht scheint.
- Mikrospeicher: Plug and Play Speicher für steckerfertige Balkonkraftwerke. Das erste Produkt MS-A2 wurde auf der InterSolar 2024 vorgestellt und ist ab Juli offiziell in Deutschland erhältlich.